# 布萊克斯科爾塔內岩
72°16′S 27°22′E / 72.267°S 27.367°E
布萊克斯科爾塔內岩是南極洲的岩石，位於毛德皇后地的朗希爾德公主海岸，屬於南龍達訥山脈的一部分，處於巴爾肯山以南13公里，挪威製圖師1957年根据在跳高行动中美國海軍空中照片繪入地圖。